# Centre hospitalier universitaire Dr-Georges-L.-Dumont
Le Centre hospitalier universitaire Dr-Georges-L.-Dumont est un hôpital universitaire francophone situé dans la ville de Moncton, au Nouveau-Brunswick (Canada).
Le Centre hospitalier universitaire Dr-Georges-L.-Dumont est le principal établissement membre du Réseau de santé Vitalité. Cet hôpital francophone de 302 lits, offre aux patients une gamme de services de santé de base, spécialisés, et tertiaires avec une technologie de pointe et ce, dans la langue officielle de leur choix. Une auberge de 65 lits accueille les patients atteints de cancer en provenance de l’extérieur de la région immédiate de Moncton.
Le Centre hospitalier universitaire Dr-Georges-L.-Dumont est un centre de référence à l'échelle provinciale pour ses services hautement spécialisés. À titre d'hôpital d'enseignement et de recherche, l'établissement entretien des liens étroits avec plusieurs universités et collèges du pays.
Le Centre hospitalier universitaire Dr-Georges-L.-Dumont compte au-delà de 180 médecins, 2000 employés et 315 bénévoles. C'est le principal hôpital francophone de la province. L'établissement bénéficie de l'appui de la collectivité, notamment par les activités de la Fondation CHU Dumont (reconnue pour sa campagne annuelle de l'Arbre de l'espoir) et par de la contribution de bénévoles qui offrent des services pour le bien-être des patients depuis 1974. L'Association des bénévoles Centre hospitalier universitaire Dr-Georges-L.-Dumont, a été officiellement fondée en 1975 et a le mandat d'organiser des activités complémentaires  et des collectes de fonds pour le confort et le bien-être des patients. Leur activité la plus reconnue est sans doute la vente annuelle de Sucre à la crème, une tradition ancrée dans l'histoire de l'établissement depuis sa fondation et qui est encore aujourd'hui attendue avec impatience chaque année par le public et le personnel.

## Historique

### 1922
À la demande de Mgr Henri Cormier, curé de la paroisse française de Moncton, Sr Angèle-de-Brescia et trois autres religieuses de la congrégation montréalaise des Sœurs de la Providence fondent un hôpital de 17 lits, l’Hôtel-Dieu de l’Assomption, au 54-56 rue Church.

### 1928
Ouverture officielle du nouvel Hôtel-Dieu, rue Providence, avec une capacité de 125 lits.

### 1930
Fondation du premier conseil médical de l’Hôtel-Dieu avec le Dr Louis Napoléon Bourque comme président.
Première collation des diplômes de l’École des gardes-malades.

### 1952
Mise sur pied du premier comité consultatif de l’Hôtel-Dieu avec M. Calixte Savoie comme président.

### 1956
Bénédiction de la nouvelle aile de l’Hôtel-Dieu qui porte la capacité de l’hôpital à 188 lits.

### 1967
Achat de l’Hôtel-Dieu par la province du Nouveau-Brunswick. Départ des Sœurs de la Providence après 45 années de services.
L’hôpital porte désormais le nom Hôpital régional Dr-Georges-L.-Dumont, à la mémoire du grand patriote acadien, médecin de carrière et ministre de la Santé Georges Dumont, décédé en 1966.

### 1975
Inauguration du nouvel Hôpital régional Dr-Georges-L.-Dumont avec une capacité de 273 lits. Le pavillon Hôtel-Dieu abrite de nombreux services médicaux et de soutien.

### 1977
Confirmation du rôle de l’Hôpital régional Dr-Georges-L.-Dumont comme hôpital régional et centre de référence pour tous les francophones du Nouveau-Brunswick.

### 1981
Établissement du service d’éducation médicale pour stagiaires, internes et résidents en médecine.

### 1989
Première campagne annuelle de l’Arbre de l’espoir.

### 1991
Inauguration d’une nouvelle aile qui porte la capacité de l’hôpital à 423 lits.

### 1992
Mise sur pied de la Corporation hospitalière Beauséjour pour administrer l’Hôpital régional Dr-Georges-L.-Dumont, l’Hôpital Stella-Maris-de-Kent et le Centre médical régional de Shediac.
Désignation de l’Hôpital régional Dr-Georges-L.-Dumont comme hôpital d’enseignement affilié à la Faculté de médecine de l’Université de Sherbrooke

### 1993
Ouverture du Centre d’oncologie Dr-Léon-Richard pour le traitement du cancer.
Ouverture de l’Auberge Mgr-Henri-Cormier pouvant accueillir 45 patients.

### 1997
Fermeture de l'École d'enseignement infirmier Providence après 70 années d'existence et la formation de 1331 infirmières et infirmiers. Fêtes du 75e anniversaire de fondation de l'hôpital et publication d'un livre commémoratif de l'auteur Claude Bourque intitulé « Rêves de visionnaires».

### 1998
À la suite d'une entente tripartite entre la Corporation hospitalière Beauséjour, l'Université de Moncton et le Collège communautaire du Nouveau-Brunswick - campus de Campbellton est né le nouveau programme du Baccalauréat ès sciences en techniques radiologiques. Ce programme, d'une durée de quatre ans, est le premier de langue française au Canada.

### 1999
L’Hôpital régional Dr-Georges-L.-Dumont est désigné hôpital principal, lors du VIIIe Sommet de la Francophonie.

### 2002
Le gouvernement du N.-B. remplace les corporations hospitalières par des régies régionales de la santé. Ainsi, la Corporation hospitalière Beauséjour est remplacée par la Régie régionale de la santé Beauséjour.

### 2008
Le 1er septembre 2008, des changements majeurs sont survenus dans le système de santé afin d’améliorer la prestation de soins à la population du Nouveau-Brunswick. Les huit régies régionales de la santé ont été regroupées en deux régies, soit le Réseau de santé Vitalité (dont l'Hôpital régional Dr-Georges-L.-Dumont devient membre, et le siège social est établi à Bathurst) et le Réseau de santé Horizon.

### 2010
Aldéa Landry, présidente du conseil d’administration du Réseau de santé Vitalité, annonce le 14 septembre, lors d’une réunion publique que l’Hôpital régional Dr-Georges-L.-Dumont a été désigné comme centre hospitalier universitaire (CHU) par le gouvernement provincial.

### 2011
L’Hôpital régional Dr-Georges-L.-Dumont change de nom le 21 janvier, pour désormais s’appeler le Centre hospitalier universitaire Dr-Georges-L.-Dumont.
Le Centre hospitalier universitaire Dr-Georges-L.-Dumont est l’établissement phare du Réseau de santé Vitalité. Non seulement ce nouveau nom vient réaffirmer l’importance de cet établissement au sein du Réseau, il rappelle aussi le rôle important de cet établissement hospitalier dans la formation professionnelle et universitaire en santé en français au Nouveau-Brunswick.

### 2016
Le 18 novembre est le début de la construction du Centre De Médecine De Précision Du Nouveau-Brunswick qui ouvrira en 2018. Cette infrastructure est le premier centre de recherche basé à un hôpital dans la province. Elle est un partenariat avec l'Université de Moncton et l'Institut atlantique de recherche sur le cancer.